# Chiswick Park (métro de Londres)
Chiswick Park est une station du métro de Londres.

## Histoire
La station fut ouverte en 1879 comme une gare de la District Railway, aujourd'hui la District line, et avec seulement un pair de voies. En 1931, le bâtiment originel fut démoli et complètement rebâti dans le style Art déco populaire au temps, pour l'extension de la Piccadilly line à l'ouest. L'architecte est Charles Holden. La Piccadilly line commença à passer la station en 1931, mais les rames de cette ligne ne s'arrêtent pas ici.

## Services aux voyageurs

### Accès et accueil
La billetterie est dans une forme cylindrique, très similaire à celui de Arnos Grove.